# Lohman (Misuri)
Lohman es una ciudad ubicada en el condado de Cole en el estado estadounidense de Misuri. En el Censo de 2010 tenía una población de 163 habitantes y una densidad poblacional de 174,82 personas por km².

## Geografía
Lohman se encuentra ubicada en las coordenadas 38°32′34″N 92°21′53″O / 38.54278, -92.36472. Según la Oficina del Censo de los Estados Unidos, Lohman tiene una superficie total de 0.93 km², de la cual 0.93 km² corresponden a tierra firme y (0%) 0 km² es agua.

## Demografía
Según el censo de 2010, había 163 personas residiendo en Lohman. La densidad de población era de 174,82 hab./km². De los 163 habitantes, Lohman estaba compuesto por el 97.55% blancos, el 0% eran afroamericanos, el 0% eran amerindios, el 0% eran asiáticos, el 0% eran isleños del Pacífico, el 0% eran de otras razas y el 2.45% pertenecían a dos o más razas. Del total de la población el 0% eran hispanos o latinos de cualquier raza.